# Microsorum leandrianum
Microsorum leandrianum är en stensöteväxtart som beskrevs av Tard. Microsorum leandrianum ingår i släktet Microsorum och familjen Polypodiaceae. Inga underarter finns listade.